# Paris Open 1992
Il Paris Masters 1992 è stato un torneo di tennis che si è giocato sul Sintetico indoor. È stata la 21ª edizione del Paris Masters, che fa parte della categoria Super 9 nell'ambito dell'ATP Tour 1992. Il torneo si è giocato nel Palais omnisports de Paris-Bercy di Parigi in Francia, dal 2 al 9 novembre 1992.

## Campioni

### Singolare maschile
Boris Becker ha battuto in finale  Guy Forget con il punteggio di 7–6(3), 6–3, 3–6, 6–3

### Doppio maschile
John McEnroe /  Patrick McEnroe hanno battuto in finale  Patrick Galbraith /  Danie Visser con il punteggio di 7–6, 6–3